# Новые Ржавцы
Новые Ржавцы — деревня Ковылкинского района Республики Мордовия в составе Большеазясьского сельского поселения. 

## География
Находится на расстоянии примерно 17 километров по прямой на северо-запад от районного центра города Ковылкино.

## История
Основана в начале 1930-х годов переселенцами из деревни Ржавцы (Шямень).

## Население
Постоянное население составляло 110 человек (мордва-мокша 96%) в 2002 году, 73 в 2010 году .